# BoA
För det politiska partiet i Österåkers kommun, se Lokalpartiet Boa (Östhammars kommun).
Kwon Bo-ah (hangul: 권보아), mer känd under artistnamnet BoA, född 5 november 1986 i Guri, är en sydkoreansk sångare, skådespelare, låtskrivare, dansare och musikproducent. Hon bedriver verksamhet även i Japan. 
Hon heter Bo-ah, men som artistnamn har hon valt BoA, en efterhandskonstruerad förkortning för ”Beat of Angel”. Hon gjorde debut som artist i Sydkorea när hon var 13 år gammal med låten "ID;Peace B" och i Japan ett år senare med samma låt. Bortsett från koreanska kan hon också prata flytande japanska och engelska. BoA har dubbat rösterna till den koreanska och japanska versionen av ”På andra sidan häcken”. Hon har också sjungit några låtar på kinesiska, men behärskar inte språket själv.
Som skådespelare har hon medverkat i bland annat dansfilmen Make Your Move, där hon hade en ledande roll.

## Diskografi

### Album
| Albuminformation                                            | Topplacering          | Topplacering   |
| Albuminformation                                            | Sydkorea (Gaon Chart) | Japan (Oricon) |
| Koreanska                                                   | Koreanska             | Koreanska      |
| ----------------------------------------------------------- | --------------------- | -------------- |
| ID; Peace B (Studioalbum) - Släppt: 25 augusti 2000         | 3                     | 30             |
| Jumping into the World (EP-skiva) - Släppt: 3 mars 2001     | 6                     | 29             |
| No. 1 (Studioalbum) - Släppt: 14 april 2002                 | 1                     | 21             |
| Miracle (EP-skiva) - Släppt: 24 september 2002              | 4                     | —              |
| Atlantis Princess (Studioalbum) - Släppt: 30 maj 2003       | 1                     | —              |
| Shine We Are! (EP-skiva) - Släppt: 4 december 2003          | 3                     | —              |
| My Name (Studioalbum) - Släppt: 15 juni 2004                | 1                     | 151            |
| Girls on Top (Studioalbum) - Släppt: 23 juni 2005           | 3                     | 153            |
| Hurricane Venus (Studioalbum) - Släppt: 5 augusti 2010      | 1                     | 178            |
| Only One (Studioalbum) - Släppt: 25 juli 2012               | 2                     | 63             |
| Kiss My Lips (Studioalbum) - Släppt: 12 maj 2015            | 5                     | 147            |
| Japanska                                                    |                       |                |
| Listen to My Heart (Studioalbum) - Släppt: 13 mars 2002     | 5                     | 1              |
| Valenti (Studioalbum) - Släppt: 29 januari 2003             | 1                     | 1              |
| Love & Honesty (Studioalbum) - Släppt: 15 januari 2004      | 2                     | 1              |
| Outgrow (Studioalbum) - Släppt: 15 februari 2006            | 1                     | 1              |
| Made in Twenty (20) (Studioalbum) - Släppt: 11 januari 2007 | 1                     | 1              |
| The Face (Studioalbum) - Släppt: 27 februari 2008           | 3                     | 1              |
| Identity (Studioalbum) - Släppt: 10 februari 2010           | 6                     | 4              |
| Who's Back? (Studioalbum) - Släppt: 3 september 2014        | 19                    | 7              |
| Engelska                                                    |                       |                |
| BoA (Studioalbum) - Släppt: 17 mars 2009                    | —                     | 2              |